# بارت مكغي
بارثولوميو مكغي (بالإنجليزية: Bartholomew McGhee)‏ الشهير باسم بارت مكغي (بالإنجليزية: Bart McGhee)‏ (30 أبريل 1899 في إدنبرة ، اسكتلندا – 26 يناير 1979 في فيلادلفيا ، الولايات المتحدة) لاعب كرة قدم أمريكي راحل كان يجيد اللعب في مركز المهاجم الخارجي الأيسر . مثل منتخب الولايات المتحدة في بطولة كأس العالم لكرة القدم 1930 التي أقيمت في الأوروغواي وسجل الهدف الثاني في تاريخ منتخب بلاده في البطولة في مرمى منتخب بلجيكا .

## وصلات خارجية
- بارت مكغي على موقع الاتحاد الدولي (مؤرشف)  (الإنجليزية)
- بارت مكغي على موقع قاعدة بيانات كرة القدم.إي يو (الإنجليزية)
- بارت مكغي على موقع ناشيونال فوتبول تيمز (الإنجليزية)
- بارت مكغي على موقع Soccerway.com (الإنجليزية)
- بارت مكغي على موقع عالم كرة القدم.نت (الإنجليزية)

- هذا متحف كرة القدم